# PaNic PaRadise
『PaNic PaRadise』（パニック　パラダイス）は、レゲエ系のインディーズ・アーティストを集めたオムニバス・アルバム。1989年3月21日リリース。制作・発売はキャプテンレコード（現宝島社）。

## 概要
- キャプテンレコードは当時バンドブームに力を入れていた雑誌『宝島』が設立したインディー・レーベルである。
- 収録曲は1989年1月に六本木MOD STUDIOにてレコーディングされた。
- 収録バンドでもあるSkafunkのマネージャー（通称「もりりん」）がプロデューサーを務めた。推定売上枚数は三万枚[1]。
- 5組の参加アーティストはその後いずれもメジャー・デビューを果たした。

## 収録曲
1. 「OFFICE」Skafunk
作詞・作曲：幼一／編曲：Skafunk
2. 「コレクション」Skafunk
作詞・作曲：幼一／編曲：Skafunk
3. 「踊りA.K.A.ソカ」ムスタングA.K.A.
作詞・作曲：マービン／編曲：ムスタングA.K.A.
4. 「Wonderland?」ムスタングA.K.A.
作詞：スズキ＆マービン／作曲・編曲：ムスタングA.K.A.
5. 「森のスーパーマーケット」KUSU KUSU
作詞・作曲：次郎／編曲：KUSU KUSU
6. 「オレンジバナナ」KUSU KUSU
作詞:次郎／作曲：MAKO／編曲：KUSUKUSU
7. 「いなごが飛んでる」FISHMANS
作詞・作曲：佐藤伸治／編曲:FISHMANS
8. 「SpecialNight」FISHMANS
作詞・作曲：佐藤伸治／編曲:FISHMANS
9. 「僕の歌は君の歌」ポテトチップス
作詞・作曲：もりくん／編曲:ポテトチップス
10. 「もうあえない」ポテトチップス
作詞・作曲：もりくん／編曲:ポテトチップス